# Barbara O’Neil
Barbara O’Neil (ur. 17 lipca 1910 w Saint Louis, zm. 3 września 1980 w Cos Cob) – amerykańska aktorka, nominowana do Oscara za rolę drugoplanową w filmie Guwernantka. W 1939 roku zagrała rolę matki Scarlett O’Hary w ekranizacji Przeminęło z wiatrem.

## Filmografia
- 1937: Wzgardzona
- 1939: Tower of London
- 1939: Przeminęło z wiatrem
- 1952: Twarz anioła
- 1959: Historia zakonnicy